# SC Germania 09 Herne
SC Germania 09 Herne was een Duitse voetbalclub uit Herne (Noordrijn-Westfalen). De club bestond van 1909 tot 1950.

## Geschiedenis
Reeds in 1908 speelde er een voetbalclub onder de naam Germania. In 1909 sloot de club zich aan bij de West-Duitse voetbalbond en nam de naam SC Germania 09 Herne aan. Tijdens de Eerste Wereldoorlog speelde de club kort in de hoogste klasse van de Ruhrcompetitie, die door de oorlog in meerdere reeksen verdeeld werd. Na de oorlog belandde de club weer in de tweede klasse. In 1928 promoveerde de club weer naar de hoogste klasse, in een wedstrijd tegen topclub FC Schalke 04 kwamen wel 20.000 toeschouwers zien hoe Germania de grote club in bedwang hield (3:3), echter door een inkrimping van de competitie degradeerde de club aan het einde van het seizoen. Na één seizoen werd de competitie weer uitgebreid en speelde de club weer in de hoogste klasse en werd vijfde op tien clubs. Het volgende seizoen werd de club zesde, net onder stadsrivaal SC Westfalia 04 Herne. In 1933 werd de competitie grondig geherstructureerd nadat de NSDAP aan de macht kwam. De West-Duitse bond en de acht competities verdwenen en maakten plaats voor drie Gauliga's. De achtste plaats op tien clubs volstond niet voor Germania en de club werd naar de tweede klasse verwezen. De club slaagde er niet in te promoveren. In 1942 had de club net als andere teams problemen om een volwaardig team op te stellen waardoor een tijdelijke fusie aangegaan werd met naburige teams.
In 1950 fuseerde de club met DJK Sportfreunde 19, SuS Reichsbahn 1948 en SW Herne Stamm tot ESV Herne.